# يوزورو هانيو
يوزورو هانيو (مواليد 7 ديسمبر 1994) هو لاعب تزلج فني على الجليد ياباني،فاز بالميدالية الذهبية مرتين في أولمبياد 2014 و2018.

## روابط خارجية
- يوزورو هانيو على موقع الاتحاد الدولي للتزلج (الإنجليزية)
- يوزورو هانيو على موقع اللجنة الأولمبية الدولية (الإنجليزية)
- يوزورو هانيو على موقع أوليمبيديا (الإنجليزية)